# Wąsonos mniejszy
Wąsonos mniejszy (Mystacina tuberculata) – gatunek ssaka z rodziny wąsonosowatych (Mystacinidae).

## Taksonomia
Gatunek po raz pierwszy zgodnie z zasadami nazewnictwa binominalnego nazwał w 1843 roku angielski zoolog John Edward Gray nadając mu nazwę Mystacina tuberculata. Holotyp pochodził z wyspy Big South Cape, w Nowej Zelandii.
Autorzy Illustrated Checklist of the Mammals of the World uznają ten gatunek za monotypowy.

### Etymologia
- Mystacina: gr. μυσταξ mustax, μυστακος mustakos „wąsy”; łac. przyrostek -ina „należące do, odnoszące się do”[11].
- tuberculata: nowołac. tuberculatus „kurzajkowaty, gruzełkowaty”, od łac. tuberculum „gruzełek, wypukłość”, od tuber, tuberis „obrzęk”; przyrostek zdrabniający -ulum, od tumere „spuchnąć”[12].

## Zasięg występowania
Wąsonos mniejszy może nadal występować na wyspie Taukihepa i sąsiedniej Putauhina lub na prywatnych wyspach w pobliżu Stewart Island, w Nowej Zelandii; być może wymarły.

## Morfologia

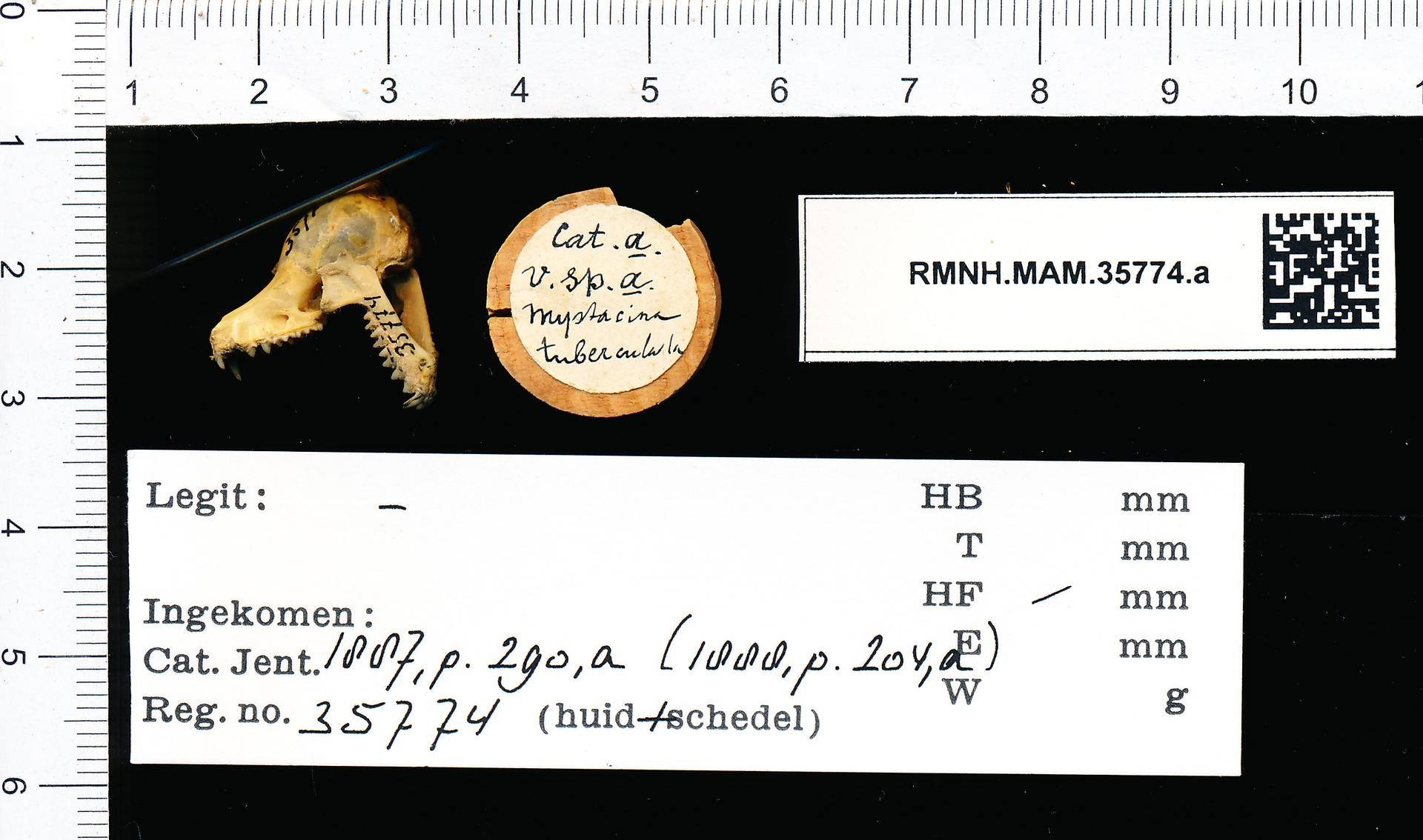
Czaszka M. tuberculata ze zbiorów Muzeum Historii Naturalnej w Lejdzie

Długość ciała ze złożonym ogonem 60–70 mm (plus błona międzyudowa o długości około 20 mm), długość ogona około 7 mm, długość ucha 17,4–19,1 mm, długość tylnej stopy około 6 mm, długość przedramienia 36,9–46,9 mm; rozpiętość skrzydeł wynosi 280–300 mm; masa ciała 10–22 g. Masa ciała samic wzrasta o około 35% podczas późnej ciąży. W niektórych populacjach występuje niewielki dymorfizm płciowy – samice są albo cięższe (4,3%), albo cięższe i mają dłuższe przedramię (0,9%); niektóre populacje są monomorficzne. Długość kondylobazalna wynosi 17,3–19,1 mm. Pyszczek  wąsonosa mniejszego otoczony jest rzędem gęstych włosków. Każdy z włosków ma łyżkowate zakończenie. Kciuki są nie tylko zakończone zwykłymi mocnymi pazurami, ale również mają u podstawy dodatkowy mały pazur. Palce tylnych stóp są również bardzo ostre pazury. Kariotyp wynosi 2n = 36 i FN = 60.

## Ekologia

### Tryb życia
Nietoperz ten porusza się bardzo zręcznie po powierzchni ziemi i potrafi bardzo szybko wspinać się na strome stoki, ponieważ może złożyć błonę lotną i dzięki temu do biegania może wykorzystać również przednie kończyny. Żywi się głównie chrząszczami i innymi owadami żyjącymi na powierzchni ziemi, ale też owocami, kwiatami, a także nektarem i pyłkiem pasożytniczej rośliny Dactylanthus taylorii, której kwiaty pojawiają się u podstawy pni drzew-żywicieli. Gatunek ten nie zapada w sen zimowy. W ciągu dnia nietoperze te sypiają w dziuplach drzew w malutkich grupkach. W koloniach wąsonosów występują endemiczne, komensalne, bezskrzydłe muchówki Mystacinobia zelandica, odżywiające się odchodami nietoperzy.

### Rozmnażanie
W październiku samica wydaje na świat 1 młode.